# Centruropsis dorcadionoides
Centruropsis dorcadionoides là một loài bọ cánh cứng trong họ Cerambycidae.